# سیررا د فوئنتس
سیررا د فوئنتس (به اسپانیایی: Sierra de Fuentes) یک دهستان و روستا در اسپانیا است که در استان کاسرس واقع شده‌است. سیررا د فوئنتس ۲۵ کیلومتر مربع مساحت و ۲٬۳۵۸ نفر جمعیت دارد و ۴۲۸ متر بالاتر از سطح دریا واقع شده‌است.